# 성원초등학교
성원초등학교는 대한민국 강원특별자치도 춘천시에 있는 공립 초등학교이다.

## 학교 연혁
- 2005.08.30 학생 수용 전환 인수(성림에서 579명, 전입생 197명)
- 2005.09.01 20학급 776명으로 성원초등학교 개교
- 2005.10.21 개교기념식 및 한마음 축제
- 2006.03.01 11학급 증설(31학급)
- 2006.09.01 5학급 증설(36학급)
- 2007.02.14 제1회 졸업식 거행(졸업생수 149명)
- 2007.03.01 9학급 증설(45학급)
- 2008.02.14 제2회 졸업식 거행(졸업생수 244명, 총 393명)
- 2008.03.01 3학급 증설(48학급)
- 2009.02.12 제3회 졸업식 거행(졸업생수 264명, 총 657명)
- 2009.03.01 2학급 증설(50학급), 특수학급 증설
- 2009.03.01 환경성 질환 예방 프로그램 개발,적용을 통한 건강 증진 방안(교육과학기술부 지정)
- 2009.11.05 교실 6.5실 증축
- 2010.02.09 제4회 졸업식 거행(졸업생수 259명, 총 916명 졸업)
- 2010.03.01 2학급 증설(52학급)
- 2011.02.11 제5회 졸업식 거행(졸업생수 287명, 총 1,203명 졸업)
- 2012.02.10 제6회 졸업식 거행(졸업생수 315명, 총 1,518명 졸업)
- 2013.02.08 제7회 졸업식 거행(졸업생수 322명, 총 1,840명 졸업)
- 2014.02.11 제8회 졸업식 거행(졸업생수 276명, 총 2,116명 졸업)
- 2014.09.01 제5대 박교원 교장선생님 부임
- 2015.02.12 제9회 졸업식 거행(졸업생수 260명, 총 2,376명 졸업)